# Ralph DePalma

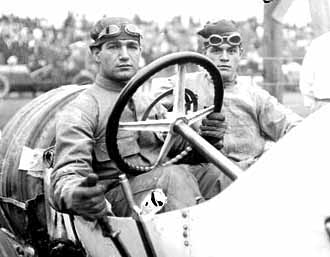
DePalma mit seinem Mechaniker Tom Alley im August 1912. Alley wurde später selbst Rennfahrer.

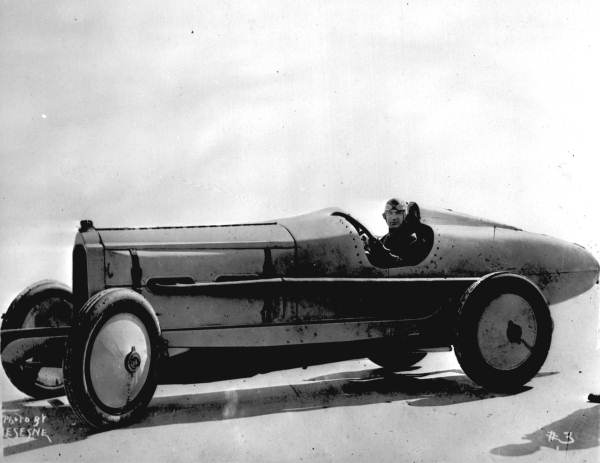
Ralph DePalma im Packard-Rekordwagen 905 mit V12-Flugzeugmotor (1919)

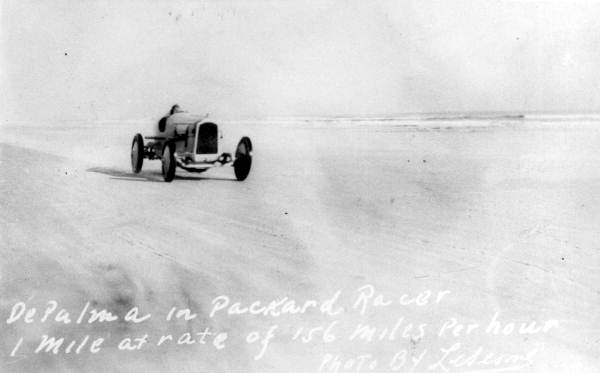
DePalma im Packard '905' Special 1919

Ralph DePalma (* 19. Dezember 1882 in Biccari, Italien; † 31. März 1956 in South Pasadena, USA) war ein US-amerikanischer Motorrad- und Automobilrennfahrer.

## Karriere
Ralp DePalma wurde in Italien geboren. Seine Familie emigrierte in die USA, als er acht Jahre alt war. Als 22-Jähriger begann er Motorradrennen zu bestreiten, bevor er 1909 zum Automobilrennsport wechselte. In diesem Jahr begann die American Automobile Association (AAA) eine nationale Meisterschaft auszutragen.
DePalma war sofort im Automobilrennsport erfolgreich. 1911 gewann er das erste Meisterschaftsrennen auf der Milwaukee Mile. Er verlor die 500 Meilen von Indianapolis 1912 auf dramatische Weise: Nachdem er fast das komplette Rennen von der dritten Runde an angeführt hat – er führte 196 der 200 Runden – brach an seinem Mercedes ein Kolben. Zu diesem Zeitpunkt waren nur noch zwei Runden zu fahren. Sein Mechaniker und er mussten das Fahrzeug ins Ziel schieben, und DeParlma belegte am Ende den zwölften Rang. Im weiteren Verlauf der Saison konnte er sich den Meistertitel sichern. Am 5. Oktober 1912 wurde er bei einem Unfall beim Vanderbilt Cup auf der Milwaukee Mile fast getötet. Er verbrachte lange Zeit im Krankenhaus, erholte sich aber und konnte ab dem Frühjahr 1913 wieder Rennen fahren. In diesem und im darauffolgenden Jahr gewann er mit einem Mercedes den Vanderbilt Cup, im März 1914 mit einer Durchschnittsgeschwindigkeit von 120 km/h auf der 473 km langen Strecke. Sein Preisgeld waren 3000 Dollar.
1912 und 1914 gewann er die Elgin National Trophy in Elgin, Illinois. 1914 errang er den in seinen eigenen Augen größten Sieg, als er Barney Oldfield schlug und den Vanderbilt Cup in Santa Monica, Kalifornien gewann. DePalma wurde vom Mercer-Rennteam wegen Barney Oldfield entlassen. In einem Mercedes „Gray Ghost“ zeigte DePalma eine taktische Meisterleistung und schlug Oldfield, der in einem deutlich schnelleren Fahrzeug unterwegs war. In diesem Jahr konnte er außerdem seine zweite Meisterschaft gewinnen. Im darauf folgenden Jahr, gelang ihm endlich der lang erwartete Sieg beim Indianapolis 500.
Ralph DePalma war ein starker Wettkämpfer, aber einer der beliebtesten Fahrer sowohl unter seinen Rennfahrerkollegen als auch unter den Fans, wegen seiner Sportlichkeit, einer Eigenschaft, die er auf und neben der Strecke zeigte. Im Juni 1917 verlor er gegen Barney Oldfield in einer Serie von 10- bis zu 25-Meilen-Match-Races auf der Milwaukee Mile. Am 12. Februar 1919 fuhr er auf dem Daytona Beach Road Course, Florida mit dem Packard 905 einen neuen Geschwindigkeitsweltrekord mit einer Geschwindigkeit von 149,875 mph (241,2 km/h) über eine Meile. Bei Internationalen Rennen wurden 1920 in den USA und Europa das 3-Liter-Hubraumlimit für die Motoren eingeführt. DePalma begann dieses Jahr mit dem französischen Automobilhersteller Ballot. Sein Ballot war einer der schnellsten in der Qualifikation zum Indianapolis 500 1920, aber das Pech verfolgte ihn im Rennen. DePalma reiste mit anderen Amerikanern 1921 nach Le Mans, um dort am Grand Prix von Frankreich teilzunehmen. Dort wurde er Zweiter hinter Jimmy Murphy in einem Duesenberg.
1916 gründete er die De Palma Manufacturing Company zur Produktion von Flugmotoren und Automobilen. Im Hollywoodfilm High Speed aus dem Jahr 1920 bekam er eine kleine Rolle, und 1924 spielte er den Champion im Drama Racing for Life von Wilfred Lucas.
Als Ralph DePalma seine Rennkarriere beendete, hatte er 2889 Rennen bestritten und 2557 davon gewonnen. Er starb 1956 in South Pasadena und wurde in Culver City begraben. Der Mercedes, in dem er das Indianapolis 500 1912 verlor, ist im Indianapolis Motor Speedway Hall of Fame Museum ausgestellt.
DePalma war der Bruder des Indy-500-Teilnehmers John DePalma und der Onkel des Indy-500-Siegers von 1923 Peter DePaolo.

## Ehrungen
- Aufnahme in die Motorcycle Hall of Fame[3]